# Reinhard Gottlob Lischke
Reinhard Gottlob Lischke († nach 1765) war ein deutscher Verwaltungsjurist und leitender kursächsischer Beamter. Er war Amtmann des kursächsischen Amtes Chemnitz.

## Leben und Wirken
Er stammte aus Zschopau und promovierte 1732. Das Thema lautete De origine et aequitate tacitarum hypothecarum.
Im Jahre 1765 ist Lischke als Amtmann in der Amtsstadt Chemnitz im Erzgebirge nachweisbar.